# Богданешти (Јаши)
Богданешти (рум. Bogdănești) насеље је у Румунији у округу Јаши у општини Хорлешти. Oпштина се налази на надморској висини од 111 m.

## Становништво
Према подацима из 2002. године у насељу је живело 838 становника, од којих су сви румунске националности.